# Suojarvi (město)
Suojarvi (rusky Суоярви, finsky Suojärvi) je město v Karelské republice v Ruské federaci. Při sčítání lidu v roce 2010 mělo bezmála deset tisíc obyvatel.

## Poloha a doprava
Suojarvi leží na jižním konci stejnojmenného jezera, z kterého vytéká na jeho severním konci řeka Šuja ústící do Oněžského jezera. Od Petrozavodsku, hlavního města republiky, je Suojarvi vzdáleno přibližně 140 kilometrů severozápadně.
Přes město prochází železniční trať z Petrohradu přes Lachděnpochju do Petrozavodsku, od které se zde odděluje trať na Kostomukšu.

## Dějiny
Jméno města je baltofinského původu. V 16. a 17. století zde byla osada Šujezerský pogost. První písemná zmínka je z roku 1589, kdy zdejší pravoslavní věřící spadali pod Sortavalu. Od roku 1630 se jednalo o samostatnou obec. Do roku 1617 byla pod vlivem Novgorodské republiky a pak připadla Stolbovským mírem Švédskému království. V roce 1721 připadlo Suojarvi Nystadskou smlouvou znovu ruskému carství. Od roku 1812 přitom bylo součástí Finského velkoknížectví a s vyhlášením Finské samostatnosti v roce 1917 se tedy stalo součástí samostatného Finska, kde patřilo do provincie Viipuri.
V důsledku Zimní války připadlo Suojarvi v roce 1940 spolu s většinou Západní Karélie Sovětskému svazu. Během druhé světové války bylo 21. srpna 1941 znovu obsazeno finskými jednotkami, ale nakonec jej 13. července 1944 dobyli zpět jednotky Karelského frontu Rudé armády.

### Rodáci
- Alexander Karpin (1883–1969), biskup Finské pravoslavné církve
- Tamara Nymanová (* 1939), modelka